# Kierków (Przyszowa)
Kierków – część wsi Przyszowa w Polsce, położona w województwie małopolskim, w powiecie limanowskim, w gminie Łukowica.
W latach 1975–1998 Kierków administracyjnie należał do województwa nowosądeckiego.
Kierków w latach 1954–1972 wchodził w skład gromady Przyszowa.